# Rodrigo Henrique Santos de Souza
Rodrigo Henrique Santos de Souza, noto anche con lo pseudonimo di Rodriguinho (Contagem, 5 giugno 2003), è un calciatore brasiliano, centrocampista del Ceará in prestito dal Cruzeiro.

## Carriera
Prodotto del settore giovanile dell'América-MG, Rodriguinho è stato promosso in prima squadra nel dicembre 2021 ed ha esordito il 25 gennaio 2022, partendo titolare nella sconfitta esterna per 1-2 contro il Caldense nel Campionato Mineiro. L'11 maggio seguente ha realizzato la sua prima rete da professionista, in Coppa del Brasile contro il CSA e quattro giorni più tardi ha esordito in Série A nella trasferta pareggiata 0-0 contro il Coritiba.

## Statistiche

### Presenze e reti nei club
Statistiche aggiornate al 7 giugno 2023.
| Stagione        | Squadra         | Campionato      | Campionato | Campionato | Coppe nazionali | Coppe nazionali | Coppe nazionali | Coppe continentali | Coppe continentali | Coppe continentali | Altre coppe | Altre coppe | Altre coppe | Totale | Totale | Totale |
| Stagione        | Squadra         | Comp            | Pres       | Reti       | Comp            | Pres            | Reti            | Comp               | Pres               | Reti               | Comp        | Pres        | Reti        | Pres   | Reti   |        |
| --------------- | --------------- | --------------- | ---------- | ---------- | --------------- | --------------- | --------------- | ------------------ | ------------------ | ------------------ | ----------- | ----------- | ----------- | ------ | ------ | ------ |
| 2022            | América-MG      | M1/MG+A         | 8+4        | 0          | CB              | 1               | 1               | CL                 | 2                  | 0                  |             | -           | -           | 15     | 1      |        |
| 2023            | América-MG      | M1/MG+A         | 0+1        | 0          | CB              | 0               | 0               | CS                 | 1                  | 0                  |             | -           | -           | 2      | 0      |        |
| Totale carriera | Totale carriera | Totale carriera | 13         | 0          |                 | 1               | 1               |                    | 3                  | 0                  |             | -           | -           | 17     | 1      |        |